# Veazivka, Kozelșciîna
Veazivka (în ucraineană В'язівка) este un sat în comuna Mîhailîkî din raionul Kozelșciîna, regiunea Poltava, Ucraina.

## Demografie
Componența lingvistică a localității Veazivka
     Ucraineană (94,87%)
     Maghiară (2,56%)
     Rusă (2,56%)
Conform recensământului din 2001, majoritatea populației localității Veazivka era vorbitoare de ucraineană (94,87%), existând în minoritate și vorbitori de rusă (2,56%) și maghiară (2,56%).